# 小行星1097
小行星1097（1097 Vicia）是一颗围绕太阳公转的小行星。1928年8月11日，卡爾·威廉·萊茵姆特在海德堡发现了此天体。
該小行星以蠶豆命名。
这颗小行星的绝对星等为11.98等。